# Lawson (Missouri)
Pour les articles homonymes, voir Lawson.
Lawson est une ville des comtés de Clay, Clinton et Ray dans le Missouri, aux États-Unis,. Située en limite des trois comtés, elle est incorporée en 1871.

## Démographie
Lors du recensement de 2010, la ville comptait une population de 2 473 habitants. Elle est estimée, en 2016, à 2 406 habitants.

## Source de la traduction
- (en) Cet article est partiellement ou en totalité issu de l’article de Wikipédia en anglais intitulé « Lawson, Missouri » (voir la liste des auteurs).